# Guarda la Lagunita el Potrero
Guarda la Lagunita el Potrero är en ort i kommunen San José del Rincón i delstaten Mexiko i Mexiko. Samhället hade 322 invånare vid folkräkningen 2020.